# 姫野心愛
姫野 心愛（ひめの ここあ、1994年7月7日 - ）は、群馬県出身のAV女優。プライムエージェンシー所属。

## 略歴・人物
2014年11月、アダルトビデオメーカー・プレステージの専属女優としてAVデビュー。
2015年7月よりアイデアポケット専属となる。
趣味・特技は、歌。

## 出演作品

### アダルトDVD
2014年
- 新人 プレステージ専属デビュー（11月1日、プレステージ）
- 一泊二日、美少女完全予約制。 第二章 〜姫野心愛の場合〜（12月2日、プレステージ）

2015年
- 姫野心愛がご奉仕しちゃう♥超最新やみつきエステ（1月1日、プレステージ）
- 新・絶対的美少女、お貸しします。 ACT.33（2月3日、プレステージ）
- 人生初・トランス状態 激イキ絶頂セックス（3月11日、プレステージ）
- イタズラな笑顔で僕に甘えてくる、エッチ過ぎる妹。（4月10日、プレステージ）
- ほろ酔い濃密SEX（5月13日、プレステージ）
- 緊急参戦! FIRST IDEAPOCKET（7月1日、アイデアポケット）
- 姫野心愛 180分 本指名 極上風俗4本番+ピンサロ（8月1日、アイデアポケット）
- DIGITAL CHANNEL DC 132（9月1日、アイデアポケット）
- ボクを好き過ぎる心愛の過剰な愛のサービス満点SEX（10月1日、アイデアポケット）
- デリバリーSEX アナタの自宅に姫野心愛をお届けします 【過激な素人さん達編】（11月1日、アイデアポケット）
- 流出…犯された現役女子大生デリヘル嬢のSEXテープ… 【全編盗撮・ハメ撮り撮影】（12月1日、アイデアポケット）

2016年
- 同級生（5月7日、アタッカーズ）

### イメージDVD
- Kokoa スイートスイーツハニー・姫野心愛（2015年6月11日、REbecca）
- 姫野心愛はオレのカノジョ。（2016年3月25日、GARDEN）